# ドイツの高速鉄道路線

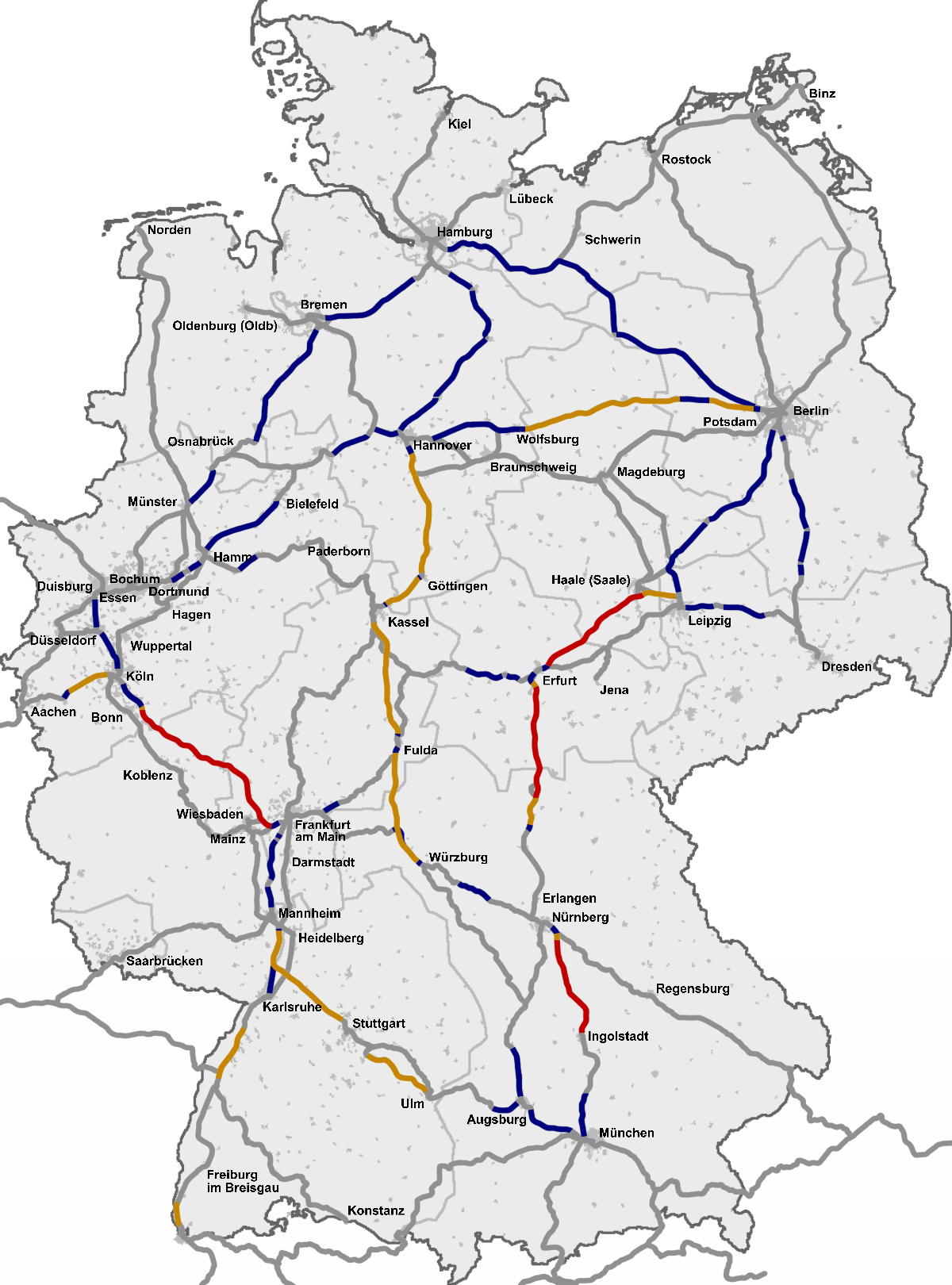
路線図
赤:NBS（300km/h） 黄:NBS（250～280km/h） 青:ABS（200～230km/h）

ドイツの高速鉄道路線（ドイツのこうそくてつどうろせん）では、旧ドイツ連邦鉄道（西ドイツ国鉄）およびドイツ鉄道の路線として整備されてきたドイツの高速鉄道路線について記す。この路線上を運行する高速列車としてはInterCityExpress、Intercity、EuroCityなどがある。またかつてはMetropolitanも走行していた。
高速鉄道路線のドイツ語での呼称には以下のようなものがある。
- SFS (Schnellfahrstrecke) — 高速走行路線の意。高速新線・在来線を含め高速運転が可能な路線を示す。高速運転とは160km/hないし200km/以上での運転を意味する。
- NBS (Neubaustrecke) — 新造路線の意。高速新線のこと。250km/h以上の走行を可能にする。
- ABS (Ausbaustrecke) — 再造路線の意。在来線改良によってある程度の高速運転を可能にした路線のこと。程度は路線ごとに異なり、断続的に160km/h運転を行うのが精一杯の路線もあれば連続的に200km/h以上で走行可能な路線もある。

## 主な路線

### NBS ハノーファー - ヴュルツブルク (327km) / マンハイム - シュトゥットガルト (99km)

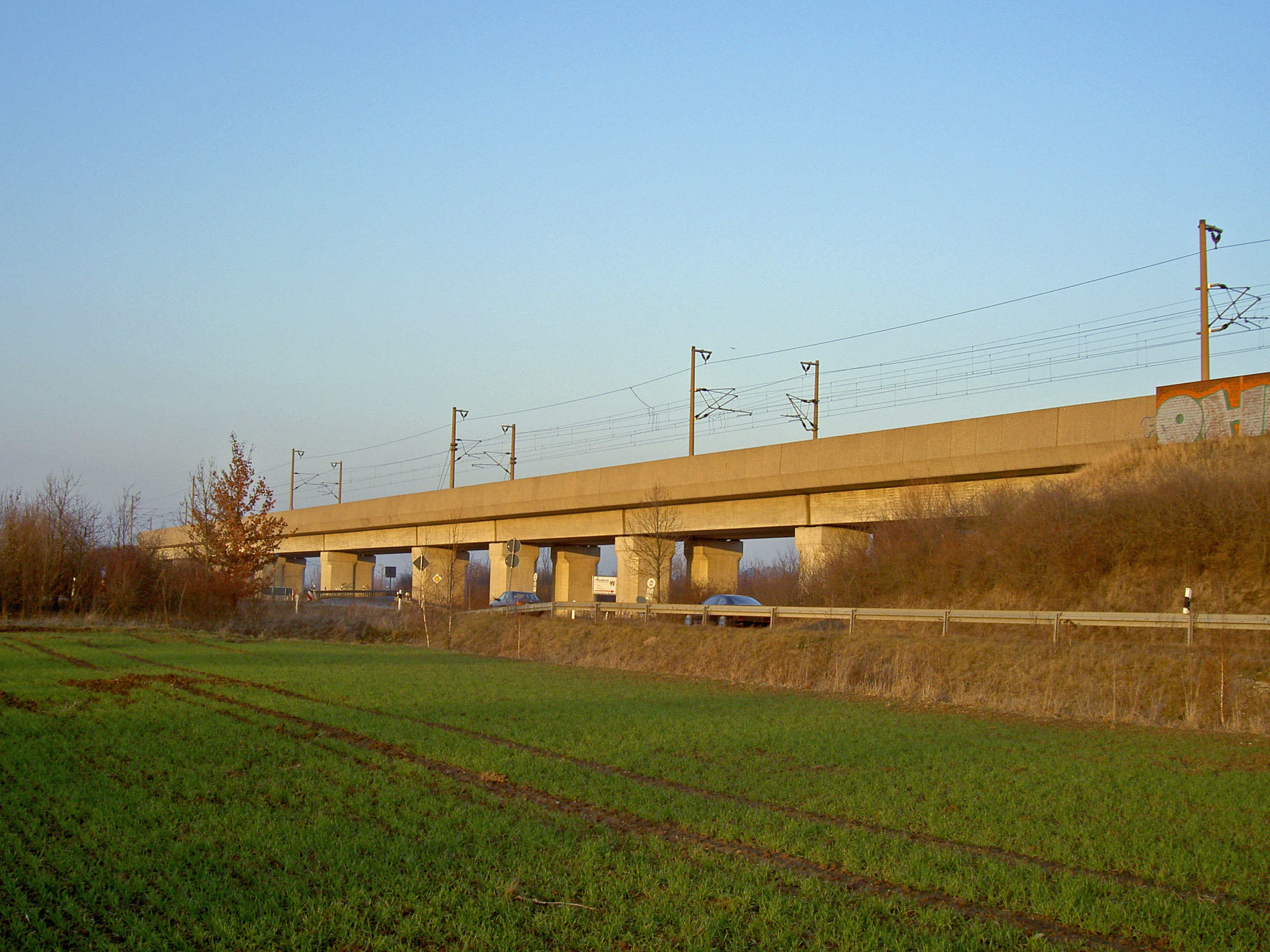
ハノーファー-ヴュルツブルク高速線

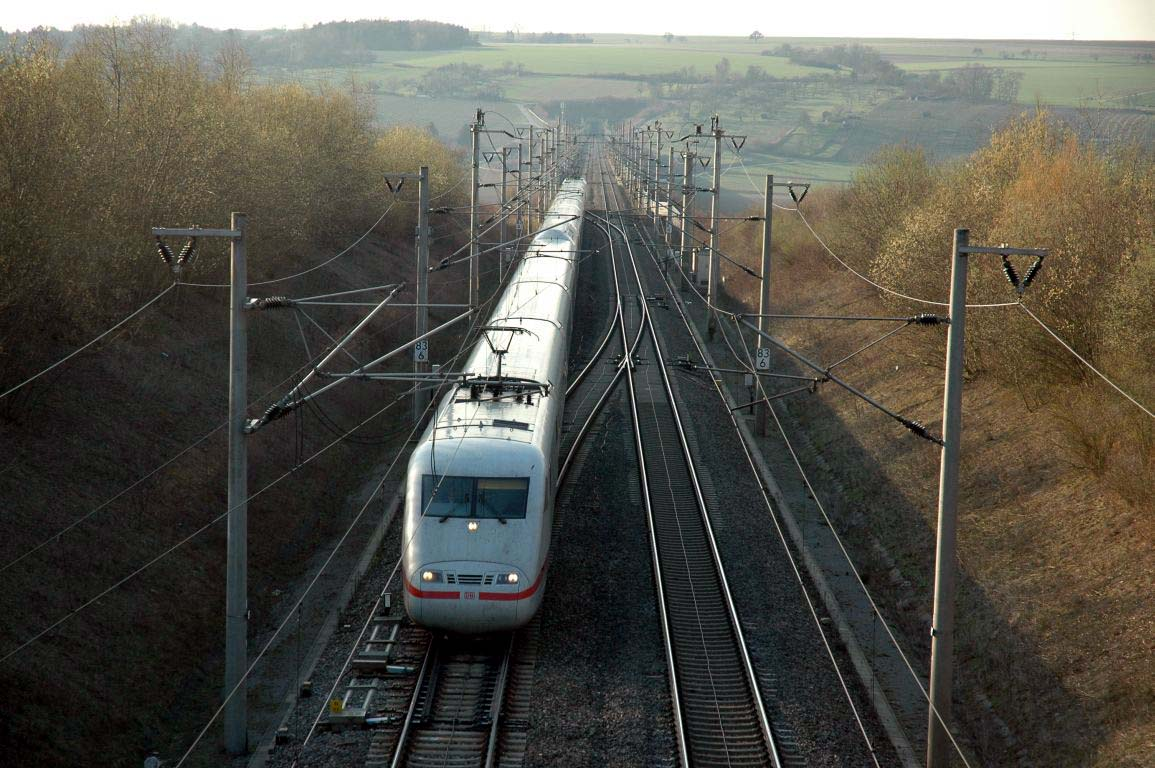
マンハイム-シュトゥットガルト高速線

1973年より建設が開始された、ドイツ最初の高速新線である。貨物輸送を念頭においたこともあり、線路条件は非常に良く、最小曲線半径は7000m（一部5100m）、最急勾配は12.5‰、複線間隔は4.7mとされた。環境破壊に対する懸念や、これへの対策に伴う建設費高騰などにより再三建設が中断され、1988年5月にようやくフルダ - ヴュルツブルクが部分開通、1991年6月に本格開業にこぎつけた。なお建設費はハノーファー - ヴュルツブルクが59億ユーロ、マンハイム - シュトゥットガルトが23億ユーロである。
高速新線使用開始とともに運行を開始したICEは、その高速性と従来にない洗練された内装により、大変な好評を博し、その後の高速新線建設へ弾みをつけた。また IC など他種別も乗り入れ、高速新線の恩恵はICEの止まらない都市や、比較的近距離の利用客にももたらされた。なおICEの最高速度は250km/h、EC・IC・IR の最高速度は200km/hである。
一時期 ICE (Inter Cargo Express) という160km/h 運転の高速貨物列車が運転されていたが、積載可能コンテナに制限があったこともあり、軌道や車輌の保守の増加に見合うだけの需要はなく、廃止されている。これに変わって現在は PIC (Parcel Inter City) と呼ばれる郵便・小包専用の高速列車が、最高速度160km/hで夜間に運転している。通常の貨物列車も夜間に運行されている。

### ABS/NBS ハノーファー - ベルリン (111+152km)
「ドイツ統一高速交通計画」(Schienenverkehrsprojekten Deutsche Einheit) とよばれる東西ドイツの鉄道連絡を図るプロジェクト群の一環として整備された路線で、1992年に工事を開始、1997年に開通した。オエビスフェルデ (Oebisfelde) 以西は ABS で、これ以東は NBS だが、東ドイツ時代に廃止された路線跡を利用して建設されているため、比較的短期間で竣工し、建設費も25億ユーロと安価にすんでいる。ABS 区間の最高速度は200km/h、NBS 区間は250km/h。なお90kmの区間でスラブ軌道が使用されている。
なお、ICEが統一ドイツの首都ベルリンに乗り入れるようになったのは1993年5月のことであるが、当初は、現在のNBS・ABSとは異なった経路、すなわち、ブラウンシュヴァイク・マクデブルク・ブランデンブルク・ポツダムを経由しての運行であった。

### ABS/NBS カールスルーエ - バーゼル (150+45km)
ドイツからスイスへ向かう幹線ルートで、旅客列車ばかりではなく、ロッテルダムやルール地方とスイス・イタリアを結ぶ貨物列車も多数運転されている。アルプスを横断する鉄道整備計画であるアルプトランジット計画が完成した際には貨物列車の輸送量増加も見込まれ、オッフェンブルク以北はドイツ南部からフランス方面へ向かう幹線ルートでもあるので、スピードアップに加えて線路容量の増加にも考慮した改良計画となっている。
- カールスルーエ - ラシュタット (25km)：ABS 2012年竣工予定（200km/h 元より複々線）
- ラシュタット - バーデンバーデン - ビュール (18km)：NBS 2012年竣工予定（250km/h）
- ビュール - オッフェンブルク (27km)：NBS 2000年6月開業（250km/h）
- オッフェンブルク - バーゼル・バディッシャー駅 (125km)：ABS 2012年竣工予定（200km/h）

これによりオッフェンブルク以北は複々線化されることになる。また1998年6月にオッフェンブルク以南にLZBをベースにした信号システム CIR-Elke を導入済みで、これによって線路容量を向上している。CIR-Elke に対応していない車輌はオッフェンブルク以南には入線しないようになった。全区間竣工の暁にはカールスルーエ - バーゼルが69分で結ばれることになる。

### NBS ケルン - フランクフルト・アム・マイン (219km)
先の高速新線では貨物列車の運行を考慮し、隧道や橋梁を多用して線形を重視したが、これが建設費の高騰につながった。この高速新線は旅客列車専用線とし、40‰までの勾配を許容することになった。これによってアウトバーンのA3と平行してNBSを建設することも可能となり、用地の確保・騒音・環境などあらゆる面で有利となり、建設費・工期の圧縮につながった。最小曲線半径は3350mで、全線でスラブ軌道を使用している。
1995年に Frankfurter Kreuz と呼ばれる交通結節点周辺での工事が始まり、1997年には残りの区間も着工。1999年5月にフランクフルト空港遠距離駅（Frankfurt Flughafen Fernbahnhof）が開業、2002年8月にはケルンまでが開業し、シャトル列車の運行を開始、同年12月に本格開業。2004年にはケルン・ボン空港への乗り入れ路線が開業した。ICE 3のみが乗り入れ、300km/h運転を行っている。
建設費は60億ユーロ。

### NBS シュトゥットガルト - ヴェンドリンゲン - ウルム (89 km)
ヴェンドリンゲン - ウルム高速線は「シュトゥットガルト - アウクスブルク間高速線および改良線」の一部分で、シュヴァーベンジュラ山脈を貫通し自動車道A8と平行に伸びる。ICE列車の運転は250 km/hまで可能である。

### ABS ケルン - アーヘン (70km)
ケルンからブリュッセルさらにはパリへの高速列車網の一部をなす区間で、2003年にデューレンまでの38kmが完成した。
ABSとしては初めて250km/h運転に対応している。在来線を改良するとともに、平行して複線（一部単線）の S-Bahn 用線路を建設し、低速列車はS-Bahn化の上分離している。ICE3はすでに250km/h運転を開始しているが、タリスは LZB に対応していないため、140km/h運転にとどまる。2006年にアーヘンまで延伸され、この区間の最高速度は200km/hとなる予定である。

### ABS ハンブルク - ベルリン (286km)
同区間は第二次世界大戦前、平均速度ベースで当時の世界最高速列車だった「フリーゲンダー・ハンブルガー」号（1933～39年）や、05形蒸気機関車002号機の高速試運転での200km/hの世界記録、プロペラ推進式の試験用車両「シーネンツェッペリン」による高速記録など、高速列車の舞台として知られた。しかし第二次世界大戦後はドイツが東西に分割されたため、同路線は「東西国境を跨ぐ」路線となり、戦前の高速運転は行われなくなった。
1990年のドイツ再統一後は、荒廃していたインフラの整備が行われ、インターシティの運転も行われるようになったが、ドイツの2大都市を結ぶ路線ながら、「ドイツ統一高速交通計画」で160km/h運転が開始されたのみで大規模な改良は進んでいなかった。これはこの区間へのトランスラピッド（リニアモーターカー）建設計画が燻っていたためである。しかし、建設コストなどの問題から、2000年に正式にトランスラピッド計画が破棄された。
2001年より5億ユーロの建設費をかけ、同線の230km/h運転に向けて、踏切の撤去、軌道強化、信号設備の更新などの大規模な改良工事が始まった。この改良工事は2004年に完成し、同年12月改正で ICE の所要時間が2時間9分が1時間33分まで、IC の所要時間が2時間23分が1時間58分まで短縮された。ICE の表定速度は 185km/h にもなる。当初は ICE/IC がそれぞれ2時間間隔で運転され、2006年5月改正では1時間間隔に増発されている。
しかし2008年2月に、改良工事で使用されたコンクリート枕木の一部で、強度や品質に重大な問題が存在することが発覚した。このため、同種類の枕木を一斉交換することが決定し、2009年春に約3ヶ月間、同路線の一部区間で列車の運行を全面的に休止して、枕木の取替えを行う集中工事が実施されることになった。工事期間中はICEやICは迂回運転を行う予定である。

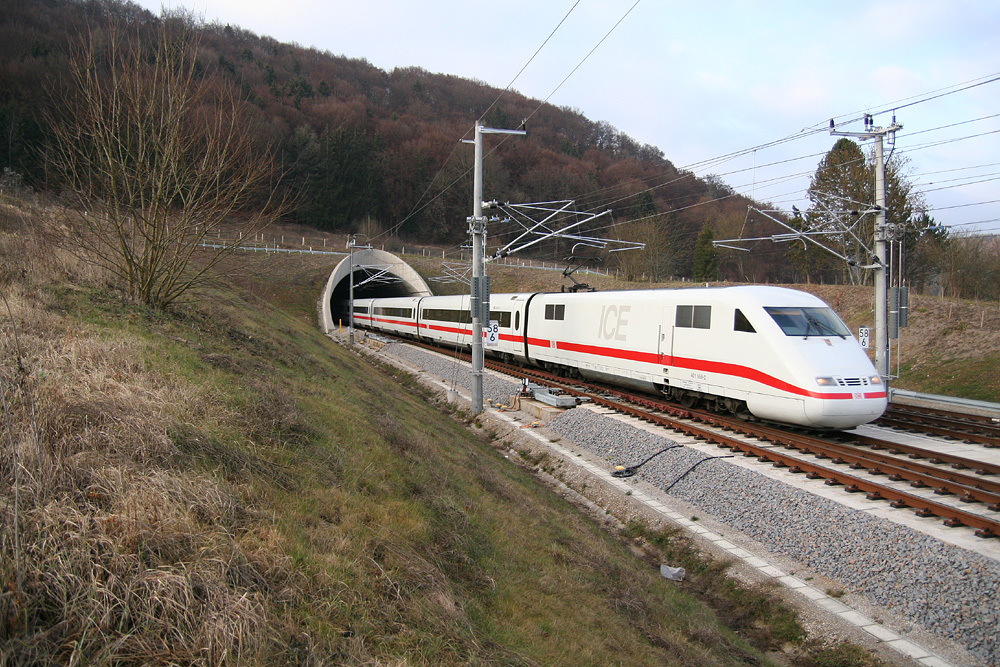
ニュルンベルク・ミュンヘン高速鉄道線

### ABS/NBS ニュルンベルク - インゴルシュタット - ミュンヘン (78+83km)
ニュルンベルク - インゴルシュタット のNBS と インゴルシュタット - ミュンヘン のABSの建設計画で、ミュンヘンからニュルンベルクさらには ベルリン への幹線をなす。NBS は300km/h対応最急勾配20‰、ABS は200km/h対応最急勾配12.5‰で、いずれも貨物列車の運転を考慮している。またあわせてペーターハウゼン以南でS-Bahnの線路を分離する。これによりミュンヘンからニュルンベルクまでの所要時間は102分から64分まで短縮される見込み。2006年6月にサッカーワールドカップに併せてシャトル列車の運行を開始する予定。本格開業は同年12月を予定している。建設費は36億ユーロ。
2006年9月2日には、ニュルンベルク - インゴルシュタット NBS上で、オーストリア国鉄の1216 050型交直流電気機関車が、機関車としては世界最高記録となる357km/hの記録を出している。
2006年12月10日のダイヤ改正より、この区間を経由するICEが大増発されたほか、ニュルンベルクとミュンヘンを最高速度200km/hで結ぶ快速列車ミュンヘン・ニュルンベルク・エクスプレスも運転されている。

### ABS ベルリン - ハレ / ライプツィヒ (187km)
1992年より「ドイツ統一高速交通計画」の一環として160km/hまで最高速度が引き上げられたが、さらに200km/h運転を目指して改良が行われている。ベルリン(Ludwigsfelde) - ユーターボク(Jüterbog) でアルカテル社の AlTrac/ETCS の試験が行われ、ETCS の本格採用が決まった。ユーターボク - ハレ / ライプツィヒ にも ECTS Level2 が設置され、現在200km/h運転に向けた試験を行っている。ベルリン - ハレが56分、ベルリン - ライプツィヒが59分まで短縮される予定。15億ユーロの建設費が見込まれている。

### ABS ザールブリュッケン - ルートヴィヒスハーフェン (128km)
2期に別けて工事が行われており、1期工事では160km/h運転を、2期工事では200km/h運転を目指している。フランスの高速新線 LGV-EST 開業後はパリからフランクフルト・アム・マインを結ぶ幹線ルートとなる。1998年に1期工事が始まり、段階的にスピードアップを図り、2003年に完成した。2期工事は2007年の完成を目指している。ETCS Level 2 が採用される。

### ABS ベルリン - ドレスデン (125km)
2020年を目処に踏切撤去による連続立体交差化や信号システムの全面改修を行い最高速度を200km/hに引き上げ、この区間を59分まで短縮する計画である。ベルリン - プラハ - ウィーンの交通軸の一部をなすことになる。10億ユーロの投資が見込まれる。